# Wenennefer (tư tế)
Wenennefer (còn được viết là Wennefer, Wennufer hay Unnefer), là một Đại tư tế của Osiris tại Abydos đã phục vụ dưới triều đại của pharaon Ramesses II thuộc Vương triều thứ 19 trong lịch sử Ai Cập cổ đại. Ông đã kế nhiệm người cha là tư tế Mery ngay trong thời kỳ trị vì của Ramesses II.
Cái tên Wenennefer của ông có nghĩa là "Người luôn làm bản thân hoàn hảo", một tính ngữ mang ý nghĩa ám chỉ sức mạnh của thần Osiris, vua của cả cõi âm.

## Tiểu sử
Wenennefer là con trai của Đại tư tế Mery với phu nhân Maianuy. Wenennefer kết hôn với Tiy-Nefertari, con gái của Người trông coi các mỏ đá Qeni và phu nhân Wiay, sinh được ít nhất 2 người con trai là Hori và Yuyu đều trở thành Đại tư tế của Osiris.
Sau khoảng 35 năm đảm nhận chức vụ tư tế, Wenennefer đã giao lại vị trí này cho con trai là Hori, sau đó là Yuyu.

## Chứng thực
Wenennefer được biết đến thông qua nhiều vật dụng kỷ niệm của ông. Nhiều hiện vật trong số đó là nguồn chứng thực gia phả rõ ràng đối với gia đình của Wenennefer.

### Tượng đôi của Wenennefer và Mery
Bức tượng đôi của Wenennefer và người cha là tư tế Mery hiện đang được lưu giữ Bảo tàng Cairo (số hiệu JE 35257). Những dòng chữ trên tượng có nhắc đến tên của mẹ và vợ của Wenennefer (Maianuy và Tiy). Ngoài ra, tên ông bà nội, ngoại và cha mẹ vợ của Wenennefer cũng được đề cập đến trên tượng.
Mặt lưng của tượng liệt kê những cái tên, đều được gọi là con trai của Wenennefer: Người trông coi gia súc Ramose, Tư tế của Isis Yuyu, Tư tế Đệ nhị của Osiris Siese, Tư tế của Horus Hori, và Tư tế của Osiris Mery. Bên cạnh đó là danh sách những người con gái của Wenennefer: Sheritre, Wiay, Istnofret, Mutnofret, và Buia.

### Công trình kỷ niệm tại Abydos
Một khối gạch bằng đá vôi được phát hiện tại Abydos, là một phần của công trình kỷ niệm dành cho gia đình của Wenennefer, hiện đang được lưu giữ Bảo tàng Cairo (số hiệu JE 35258). Một cảnh khắc trên khối đá mô tả Wenennufer bị hai con chó rừng vây quanh; dòng chữ khắc cho biết, Wenennefer đi cùng với hai người đàn ông được gọi là "anh em kết nghĩa", tể tướng Prehotep I và tể tướng Nebamun.
Tên của Maianuy, Mery, Hat, Iuy và Siese (con của Wenennefer) cũng được đề cập đến trên khối đá. Khung cartouche của Ramesses II xuất hiện trên khắp các mặt của khối đá này.